# Gosende (Castro Daire)
Gosende es una freguesia portuguesa del concelho de Castro Daire, con 20,57 km² de superficie y 557 habitantes (2001). Su densidad de población es de 27,1 hab/km².